# Proablepharus naranjicaudus
Espèce
Proablepharus naranjicaudus est une espèce de sauriens de la famille des Scincidae.

## Répartition
Cette espèce est endémique du Territoire du Nord en Australie.

## Étymologie
Le nom spécifique naranjicaudus vient de l'arabe naranji, orange, et du latin caudus, la queue, en référence à l'aspect de ce saurien.

## Publication originale
- Greer, Fisher & Horner, 2004 : A new species of Proablepharus (Squamata: Scincidae) from the Northern Territory of Australia. The Beagle, vol. 20, p. 199-205.